# 白城 (倫敦)
白城（White City）是英國首都倫敦的一個地區，在行政區劃上屬於漢默史密斯-富勒姆倫敦自治市。白城是BBC電視中心和BBC白城的所在地，並且昆士柏流浪足球會的主場球場洛夫特斯路球場也位於白城。白城在1908年之前都還是農田，但隨著1908年法國-英國展覽會和1908年夏季奧運會在這裡舉行，這裡快速發展。之後這裡舉辦了多次展覽會。